# Riceville, Iowa
Riceville är en ort i Howard County, och Mitchell County, i Iowa. Vid 2020 års folkräkning hade Riceville 806 invånare.

## Kända personer från Riceville
- Jane Elliott, lärare